# Bataille de Carnifex Ferry
Guerre de Sécession
Batailles
Campagne de Virginie-Occidentale
- Philippi
- Rich Mountain
- Corrick's Ford
- Kessler's Cross Lanes
- Carnifex Ferry
- Cheat Mountain
- Greenbrier River
- Camp Alleghany

La bataille de Carnifex Ferry est une bataille qui s'est déroulée le 10 septembre 1861 au début de la guerre de Sécession.
Elle oppose les forces fédérales commandées par le général Rosecrans aux forces sudistes du général Floyd qui se sont retranchées près de la rivière Gauley, après leur victoire lors de la bataille de Kessler's Cross Lanes, et qui sont en attente de renforts demandés au général Wise.

## Avant la bataille
Après avoir surpris et mis en déroute le 7e régiment d'infanterie de l'Ohio du colonel Erastus B. Tyler à la bataille de Kessler's Cross Lanes, le général John B. Floyd se retire près de Carnifex Ferry, dans le comté de Nicholas, en Virginie.
Devant le retrait de ses forces, le général William S. Rosecrans prend la tête d'une expédition qui doit le mener de Clarksburg à Sutton, en passant par Weston.
Informé des intentions de Rosecrans, Floyd fait renforcer ses défenses qui sont déjà protégées par des bois et de nombreuses broussailles. Ce camp, dénommé Camp Gauley, est installé sur les terres d'une ferme appartenant à Henry Patteson.

## La bataille
À son arrivée à Sutton, Rosecrans forme 3 brigades avec à la tête de la 1re, le général Henry W. Benham, de la seconde, le colonel Robert L. McCook (en) et de la 3e, le colonel Eliakim P. Scammon (en) qui prennent la route, précédée d'un détachement de cavalerie. Au soir du 9 septembre, les troupes fédérales bivouaquent à quelques miles de Summersville où est installé, en avant-garde des confédérés, le 36e régiment d'infanterie de Virginie, sous les ordres du colonel John McCausland (en).
Tôt le matin du 10 septembre, les troupes nordistes envoyées en reconnaissance atteignent Summersville qu'ils traversent sans encombre, McCausland s'étant retiré vers le camp Gauley. Par ailleurs, le colonel McCook, avec une escouade des Chicago Dragoons, une compagnie du régiment de cavalerie de l'Illinois (en) longe la rivière Gauley (en) et se fait accrocher par un détachement confédéré jusqu'à ce que des renforts viennent lui prêter main-forte et sécuriser le périmètre.
La 1re brigade reçoit l'ordre de faire route vers Carnifex Ferry, sans engager le moindre combat, la localisation exacte du camp de Floyd n'étant pas connue. Soudain, elle se fait tirer dessus par un détachement du 50th Virginia Infantry qui campe le long de la route. Rosecrans, ignorant la situation, demande à Benham de faire une reconnaissance des lieux tandis que le colonel William H. Lytle (en) se trouve un mile devant le gros des troupes.
L'avancée fédérale tombe brusquement face à une position de confédérés, entourée de bois de chaque côté bordés d'un champ de blé. Une tempête de plomb s'abat alors sur les Fédéraux avant que la bataille ne s'engage sérieusement.
Au milieu de l'après-midi, Benham demande que le reste des 10e, 13e et 20e régiment d'infanterie de l'Ohio avance immédiatement. Une batterie du 4e régiment d'artillerie légère et du 1er régiment d'artillerie de l'Ohio font mouvement et quatre obusiers de montagne viennent s'ajouter à la canonnade.
Lors de cet assaut, le colonel Lytle se précipite en avant, baïonnette au canon. Alors que ses hommes sortent des bois, il est sérieusement blessé à la jambe et tombe entre les mains de l'ennemi qui l'évacue vers la ferme Patteson.
Rosecrans demande au 13e régiment d'infanterie de l'Ohio d'avancer. Le colonel William S. Smith fait ainsi placer 2 canons rayés sur la route et les fait tirer sur les positions sudistes, leur créant beaucoup de dommages.
Alors que Smith attaque, il est rejoint par le colonel John W. Lowe, à la tête du 20e régiment d'infanterie de l'Ohio. Cependant, Lowe est atteint au front par une balle qui le laisse sans vie en quelques minutes. Pendant ce temps, la batterie de McMullen recule et s'emploie à pilonner l'artillerie confédérée.
En fin d'après-midi, Smith, accompagné du colonel Moor, à la tête du 28e régiment d'infanterie de l'Ohio et de 4 compagnies du 13e, a perforé le flanc droit ennemi. Le major Rutherford B. Hayes, futur président des États-Unis, a participé à l'attaque en commandant 4 compagnies du 23e (en).
À la tombée du jour, l'obscurité rendant l'action difficile et ses hommes étant épuisés, Rosecrans ordonne le retrait des troupes.
Floyd, qui est blessé au bras, décide de ne pas attendre les renforts demandés au général Wise. Il fait traverser son artillerie à bord d'un ferry qu'il coule aussitôt après, et ses troupes au moyen d'un pont provisoire qu'il fait détruire après leur passage.
Au matin du 11 septembre, le colonel Ewing trouve le camp Gauley vide.

## Victimes et conséquences
À la suite de cette bataille, le général Floyd porte la responsabilité de cette défaite sur le général Wise qui a tardé à lui envoyer des renforts.
La victoire des forces fédérales libère un peu plus la Virginie et ouvre la voie à la création d'un État de Virginie-Occidentale.
D'après les rapports officiels des belligérants, l'Union compte 17 tués et 146 blessés tandis que les confédérés 20 tués.

## Anecdotes
Deux futurs présidents des États-Unis ont participé à cette bataille
Rutherford B. Hayes, major commandant 4 compagnies du 23e régiment d'infanterie de l'Ohio et William McKinley, soldat dans la compagnie E du 23e régiment d'infanterie de l'Ohio

## Les forces en présence
Confédérés
- Le 51e régiment d'infanterie de Virginie (en), colonel Gabriel C. Wharton
- Une batterie du Goochland Artillery, capitaine John H. Guy
- L'artillerie légère attachée au second bataillon de réserves, capitaine S. Adams
- Le 45th Virginia Infantry, sous le commandement conjoint du colonel Henry Heth et du lieutenant-colonel William E. Peters
- Le 51e régiment de la Milice du Missouri, lieutenant-colonel William W. Glass
- Le 50th Virginia Infantry, colonel Alexander W. Reynolds
- Le 22nd Virginia Infantry (1er régiment Kanawha), colonel Christopher Q. Tompkins
- Deux compagnies de cavalerie des capitaines James M. Corns et Albert J. Beckett
- Le 36th Virginia Infantry (2e régiment Kanawha), colonel John McCausland

Fédéraux
1re Brigade, commandée par le général Henry W. Benham
- Le 10th Ohio Infantry, colonel William H. Lytle
- Le 13th Ohio Infantry, colonel William S. Smith
- Le 20th Ohio Infantry, colonel John W. Lowe
- Une batterie d'artillerie du 1er régiment indépendant de l'Ohio, capitaine James R. McMullen
- Une compagnie du 1er régiment de cavalerie de Virginie, capitaine William West
- Une compagnie de cavalerie de Virginie, capitaine George Gilmor

2e brigade, commandée par le colonel Robert L. McCook
- Le 9th Ohio Infantry, lieutenant-colonel Charles Sondershoff
- Le 28th Ohio Infantry, colonel Augustus Moor
- Le 47th Ohio Infantry, colonel Frederick Poschner
- Une compagnie de cavalerie de l'Illinois (Chicago Dragoons), capitaine Frederick Schambeck

3e brigade, commandée par le colonel Eliakim P. Scammon
- Le 23e régiment d'infanterie de l'Ohio, lieutenant-colonel Stanley Matthews Stanley Matthews
- Le 30th Ohio Infantry, colonel Hugh Ewing
- Une compagnie du 4e régiment d'artillerie américaine, capitaine Oscar A. Mack

## Source
- Military Reminiscences of the Civil War, Jacob Dolson-Cox (1900). Volume 1, p° 107 et 108